# Беспокойное хозяйство
«Беспокойное хозяйство» — художественная кинокомедия 1946 года, первая режиссёрская работа актёра Михаила Жарова.

## Сюжет
Идёт Великая Отечественная война. Красноармеец Огурцов (Александр Граве) направляется к новому месту службы. Пробираясь лесной тропинкой, он слышит девичье пение, выходит на голос и знакомится с девушкой. Это оказывается Тоня — строгая девушка в звании ефрейтора (Людмила Целиковская). Выясняется, что они направляются в одно и то же подразделение — в хозяйство Семибаба. Прибыв на объект, они видят старшину, играющего на гармони и поющего песни. Не сразу выясняется, что этот старшина, представившийся комендантом, и есть начальник объекта — гвардии старшина Семибаб (Михаил Жаров). Вновь прибывшие видят заштатный аэродром и не догадываются, что у них за объект.
Наступает ночь. По телефону Семибаба предупреждают о приближении авиации противника. Услышав гул приближающихся самолётов, он будит своего подчинённого рядового Сороконожкина (Георгий Светлани) и отдаёт всем странные приказы — зажечь фонари и беспорядочно бегать с ними по аэродрому. Привлечённые «паникой» на аэродроме, немецкие самолёты бомбят его. Вновь прибывшие ничего не понимают. Только утром после бомбёжки Семибаб объясняет им, что аэродром — ложный и служит для отвлечения авиации противника от основного аэродрома.
Немецкое командование, думая, что этот аэродром очень важен для Красной армии, решает отправить туда своего опытного разведчика с радиостанцией.
Советское командование размещает неподалёку от ложного аэродрома два звена истребителей — звено советских ночных истребителей и звено из полка «Нормандия-Неман».
Незадолго до очередного налёта немцев Семибаб видит, как из-за ближнего лесочка кто-то запускает тройную сигнальную ракету. Поняв, что это, скорее всего, немецкий шпион, он отправляет на разведку Тоню. Тоня обнаруживает в лесу человека с рацией в форме красноармейца (Сергей Филиппов). Этот человек не замечает слежки за ним, и Тоня узнаёт, что он поселился в деревне под видом раненого красноармейца.
На аэродром совершают вынужденную посадку два самолёта из звеньев прикрытия — французского лейтенанта Лярошеля (Юрий Любимов) и советского старшего лейтенанта Крошкина (Виталий Доронин), причём фотографию последнего Тоня носит в своём чемодане. Пилоты, увидев красивую девушку, оба увлечены ею. Огурцов, также влюблённый в Тоню, ревнует её к обоим пилотам.
Огурцов и не подозревает, что Тоня ходит на свидания совсем не к пилотам, а к немецкому разведчику, подсовывая ему дезинформацию о делах на аэродроме. Такую хитрость придумал Семибаб, и она срабатывает: немцы верят этой дезинформации и по-прежнему бомбят ложный аэродром.
Тем временем Огурцов проявляет «разумную инициативу» — предлагает сделать макеты самолётов на аэродроме подвижными, с тем, чтобы противник верил, что самолёты — настоящие и двигаются сами. За три дня непогоды, когда немецкая авиация не могла летать, план механизации аэродрома выполнен — ко всем макетам протянуты верёвки, и теперь их можно двигать. Во время налёта немцев трос заедает, Огурцов вылезает его чинить и чуть не погибает…

## В ролях
- Михаил Жаров — гвардии старшина Семибаб
- Людмила Целиковская — ефрейтор Антонина Павловна Калмыкова
- Александр Граве — красноармеец Тихон Петрович Огурцов
- Виталий Доронин — лётчик Иван Крошкин
- Юрий Любимов — французский лётчик Жан Лярошель
- Владимир Балашов — французский лётчик Дюрэн
- Георгий Светлани — красноармеец Сороконожкин
- Владимир Уральский — красноармеец Гвоздарёв
- Сергей Филиппов — немецкий разведчик Краусс
- Евгений Велихов — немецкий генерал Риттенбах
- Иван Лагутин — немецкий полковник
- Михаил Зилов — немецкий полковник
- Михаил Пуговкин — механик Пуговкин (в титрах не указан)

## Съёмочная группа
- авторы сценария: Леонид Тубельский и Пётр Рыжей под псевдонимом Братья Тур
- режиссёр-постановщик: Михаил Жаров
- оператор-постановщик: Валентин Павлов
- художник-постановщик: Борис Чеботарев
- композитор: Юрий Милютин
- текст песен: Анатолий Софронов

## Производство
- Знаменитый советский лётчик Михаил Громов сказал актёрской бригаде, которая посетила в 3-ю Воздушную армию в 1943 году:

Ложный аэродром — это как будто пустяк, бутафория, а сколько полезного делает в войне это хозяйство, отвлекая противника, сбивая его с толку и привлекая огонь на себя. Вот уж поистине беспокойное хозяйство!

Это его высказывание явилось толчком для создания советского фильма о ложном аэродроме «Беспокойное хозяйство».
- В фильме использовались настоящие самолёты Ла-7 и Як-9, принимавшие участие в Великой Отечественной войне. Полк «Нормандия-Неман», действительно, имел на вооружении самолёты Як-9, показанные в фильме[2].
- Первоначально планировалось, что роль рядового Огурцова сыграет Пётр Алейников[1].

## Критика
Кинокритик Сергей Кудрявцев указывал, что режиссёрский дебют популярного актёра Михаила Жарова подвергся нелицеприятной критике за безыдейность и стремление потрафить невзыскательным вкусам зрителей, жаждущих лишь развлечения в кино. А реакцией властей на этот фильм можно считать то, что на целых два десятилетия всякий намёк на эксцентрику в военной тематике был исключён из кинематографического арсенала.
По мнению киноведа Марины Жежеленко, эта комедия режиссёрски более слабая, чем «Воздушный извозчик» и «Небесный тихоход», пользовалась успехом главным образом, благодаря симпатичной музыке Юрия Милютина.
Киновед А. В. Фёдоров отмечает, что получая «глубину и содержательность» на фронте и в тылу зрители мечтали хоть на пару часов отвлечься от тяжелого быта и мрачных мыслей. И подобные музыкальные комедии для многих выполняли психотерапевтическую роль. Участие же в них любимых артистов — Людмилы Целиковской и Михаила Жарова — уже было счастьем.